# Tipula (Lunatipula) quinquespinis
Tipula (Lunatipula) quinquespinis is een tweevleugelige uit de familie langpootmuggen (Tipulidae). De soort komt voor in het Palearctisch gebied.